# Colegio Alemán Humboldt Guayaquil
El Colegio Alemán Humboldt Guayaquil (en alemán: Deutsche Schule Guayaquil; en inglés: German School of Guayaquil) es un centro educativo trilingüe en Guayaquil, Ecuador. 
Pertenece a la red de los 135 Colegios Alemanes en el Extranjero (en alemán Deutsche Auslandsschulen - DAS) patrocinados por el gobierno alemán. 

#### El Colegio Alemán Humboldt de Guayaquil, CAH, por sus siglas, posee además el sello de calidad de Colegio Alemán de Excelencia en el Extranjero, firmado por el presidente de laRepública Federal de Alemania
Asimismo pertenece también a la Organización del Bachillerato Internacional. Es considerado como uno de los colegios académicamente más exigentes de la ciudad.
Visita virtual

## Origen y fundación
La creación del Colegio Alemán Humboldt de Guayaquil se remonta a fines de la década del 50, cuando la profesora alemana Renate Collmann de Lembke regentaba un Kindergarten bilingüe (español-inglés) y que tras la propuesta de Fritz Witte (mentalizador del colegio) se traspasó el bilingüismo a la lengua alemana, emprendiendo así la implantación de un preescolar-primaria, cuyo objetivo sería fomentar el intercambio cultural; el entendimiento y la amistad entre Ecuador y Alemania.
Después del permiso concedido por Alemania al Sr. Witte, tras largas negociaciones en el Ministerio de Relaciones Exteriores de Alemania que duraron casi dos años, fallece el Sr. Fritz Witte  antes de ver cristalizado el proyecto. Ocupó su puesto el Sr. Claus Riemann, quien junto con Paul Klein y Richard Zeller y el ya nacido grupo de alemanes y ecuatorianos continuó la iniciativa. 

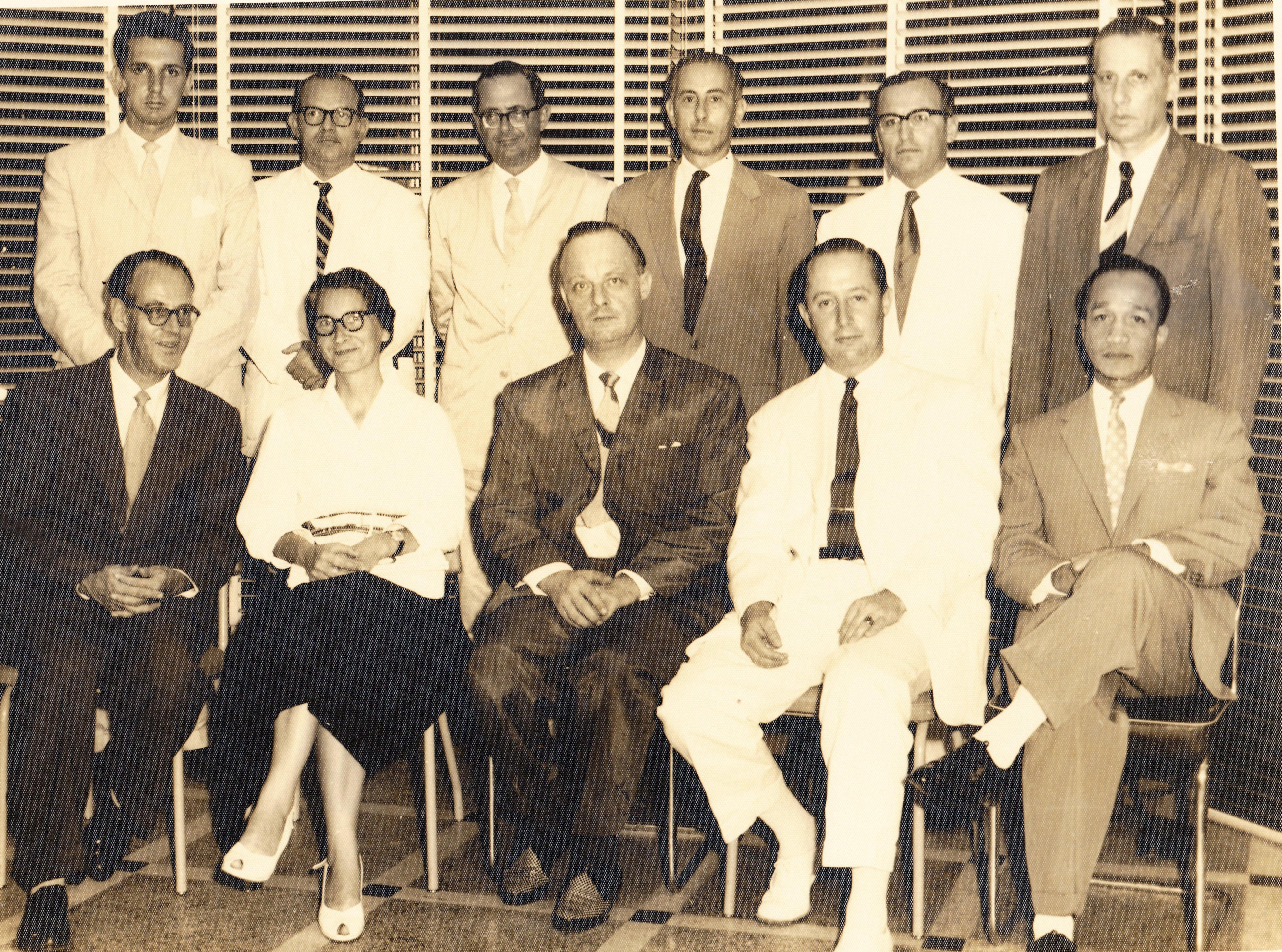
Socios Fundadores. Sentados de izquierda a derecha: Richard Zeller Behn, Gerente de la Compañía, Sra. Renate C. Lembke, profesora de idiomas alemán e inglés, Wilhelm Schott, Cónsul General de la República Federal de Alemania de Guayaquil, Claus Riemann, Presidente del Directorio y Félix García Vargas, Secretario del Directorio. De pie en el mismo orden señores: Dr. Gonzalo Noboa Elizalde, Ernesto Weisson Egas, Arnold Koelle, Paul Klein, Ledo. José Salazar Barragán y Federico Goldbaum.

El Colegio se funda finalmente el 10 de marzo de 1959 y e hizo público el nombre de Colegio Alemán Humboldt de Guayaquil porque operaba con la autorización y reconocimiento del Ministerio de Relaciones Exteriores de Alemania y obedecía a un proyecto de crecimiento completo. Su sede fue en la calle Víctor Emilio Estrada, en el antiguo Centro Comercial de Urdesa, donde hoy se levantan las instalaciones de Mi Comisariato. 

## Crecimiento
En 1964 trasladaron a instalaciones propias construidas en la ciudadela Los Ceibos, lejos de la ciudad de entonces pero con gran posibilidad de crecimiento.
En 1972, con el impulso del Dr. Ernst Seebas, director general de ese entonces, se crea el programa de becas del Colegio Alemán Humboldt que permite a familias de menos recursos acceder a una educación de calidad para sus hijos. El programa funciona durante la jornada Vespertina, utiliza los mismos recursos pedagógicos, metodología e instalaciones, al igual que la jornada Matutina, es decir, acceso a infraestructura, como laboratorios de informática, ciencias, piscina, canchas deportivas, aulas con tecnología de punta, etc.
La educación que imparte el Plantel fue respondiendo siempre al desafío de los tiempos y sus instalaciones se fueron ajustando a la evolución de sus currículos.

## Modelo Pedagógico
Los Currículos del CAH son planes pedagógicos diseñados por el personal docente y directivo del Colegio, que buscan cumplir con el perfil del estudiantes por sección con relación al desarrollo de habilidades y aptitudes, ampliación de conocimientos y fortalecimiento de valores.

#### El Currículo de Métodos cuenta con 29 estrategias de estudio, investigación y aprendizaje en el aula divididas para cada sección del CAH.
Cada aula de clase cuenta con un Calendario de Métodos con las 29 estrategias descritas y explicadas. Los profesores usan los métodos de acuerdo a lo objetivos y contenidos. Los métodos se adaptan a las diversas necesidades, intereses y habilidades de los estudiantes.

#### El Currículo de medios se desarrolla bajo el concepto de socialización, comunicación y tecnología
La implementación de un currículo de medios en el Colegio tiene como objetivo preparar a los estudiantes para un mundo cada vez más tecnológico y visual.
Esto implica integrar habilidades técnicas en diferentes asignaturas y proyectos, que son cada vez más demandadas en el mundo laboral, y proporcionar a los estudiantes la oportunidad de desarrollarlas desde una edad temprana les brinda una ventaja
El Currículo Social: Del Yo al nosotros
El camino del “ser” inicia como individuo y termina como ser social, conectado no solo consigo mismo, sus emociones, sus pensamientos y sus acciones, sino con su entorno y sus relaciones.

## Alemán como primera lengua extranjera

### Concepto de aprendizaje del idioma[6]alemán en los colegios extranjeros
Los conceptos aplicados para la enseñanza del idioma alemán son modelos de éxito comprobados en sistemas educativos de Alemania y otros países del mundo.

###### El Colegio fomenta elaprendizaje del idioma alemánen sus estudiantes a través de tres conceptos educativos claves que son
- Alemán como lengua Extranjera
- Asignaturas específicas en alemán
- El concepto de inmersión lingüística

## Inglés como segunda lengua extranjera

###### El Colegio utiliza elMarco Común Europeo de Referencia(MCER) que es una guía que describe los logros de los alumnos
Los estudiantes reciben durante los dos últimos años de Bachillerato, una preparación para las siguientes examinaciones internacionales:
- Programa IB ( International Baccalaureate) en English B High Level, con excelentes niveles de aprobación.
- TOEFL: Prueba de nivel mundial para ingresar sin ninguna dificultad en universidades en Estados Unidos.  Los y las estudiantes se preparan sobre la vida en campus, así como desarrollan habilidades de escritura, audio, orales y de lectura.
- CAMBRIDGE (CAE) Cambridge Advanced Exam: Con este examen los estudiantes obtienen la titulación de Cambridge English que demuestra que han logrado un alto nivel de Inglés, B2, C1 y C2. De acuerdo a la puntuación que obtengan. Nuestro Colegio cuenta con el aval de Cambridge como centro de preparación.

## Intercambios

#### Educativo
Estudiantes de 9.º EGB se hospedan 11 semanas en ciudades de Alemania en casa de familias y asisten a colegios locales. Un intercambio que tiene como objetivo fortalecer el idioma alemán como preparación para el Sprachdiplom I en 10.º EGB.

#### Deportivo
7.º, 8.º y 10.º EGB Asisten a colegios deportivos de Leipzig, Berlín y Hamburgo; participan de campeonatos y clubes internos.

#### Sommercamp
5.º, 6.º y 7.º EGB Visitan por 4 semanas Alemania durante el verano.

#### Wintercamp
5.º, 6.º y 7.º EGB Visitan Alemania por 4 semanas durante el invierno.
Prácticas Empresariales (Praktikum)
Durante sus vacaciones, los estudiantes de segundo año de bachillerato realizan prácticas empresariales que tienen una duración de un mes. Tienen la opción de llevar a cabo estas prácticas en Alemania o en Ecuador.
Prensa

## Acreditaciones
EAS: Sello de calidad de Colegio Alemán de Excelencia en el extranjero.
DAS: Red de 135 de Colegios Alemanes en el Extranjero.
PASCH: Red de 1800 colegios con influencia alemana.
WDA: Asociación Mundial de Colegios Alemanes en el Extranjero. 
IB: Programa de Bachillerato Internacional.
DSD (1 y 2): Certificación de conocimiento del alemán Deutsches Sprachdiplom, la primera prueba se realiza en 10mo año con posible repetición 1ro de bachillerato, mientras que la segunda se realiza en el 3er año de bachillerato.
CA: Certificación de conocimiento del inglés por parte de la Universidad de Cambridge.
TOEFL: Certificación de conocimiento del inglés por parte del Educational Testing Service. 

## Imágenes

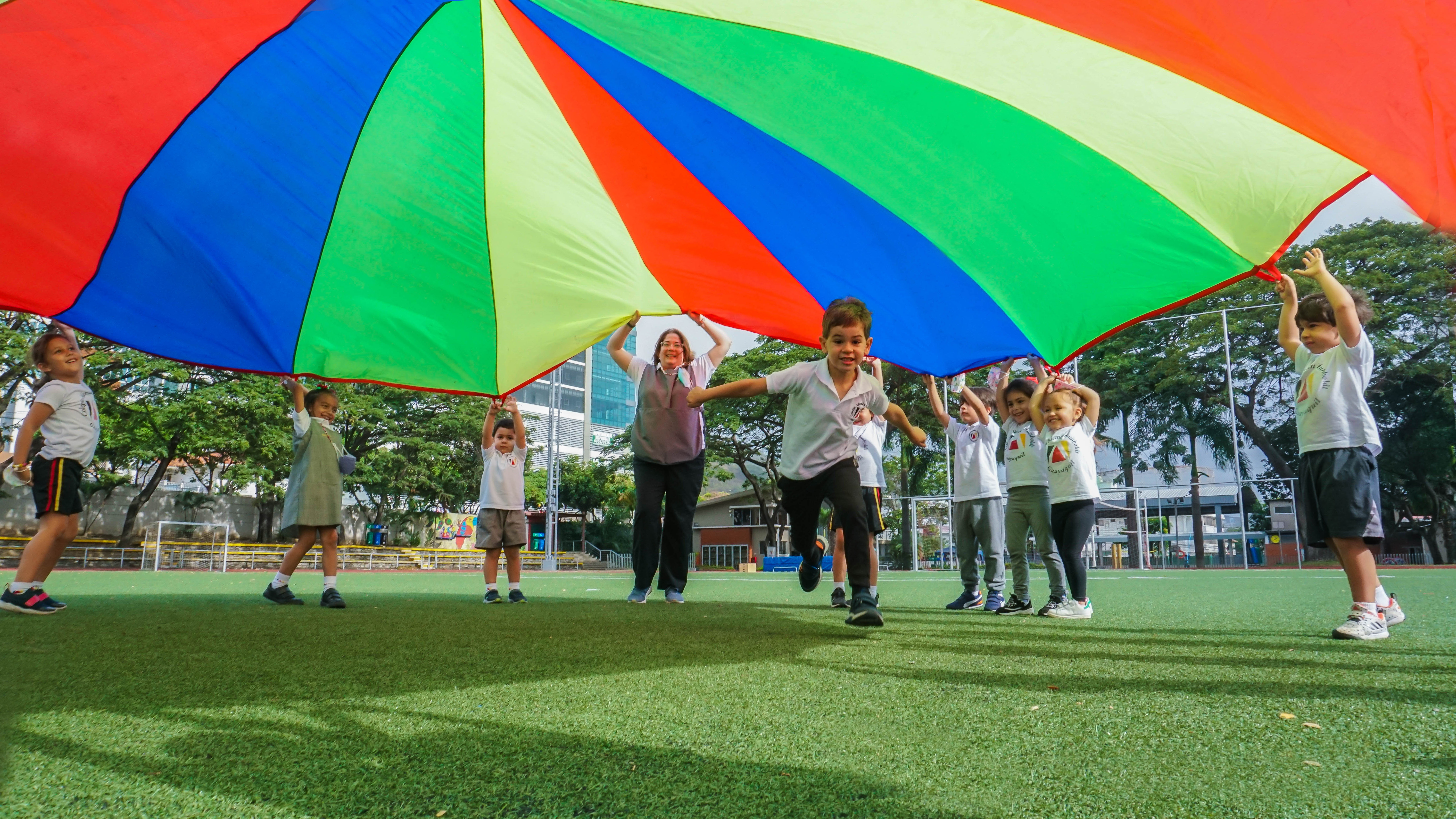
Cancha deportiva
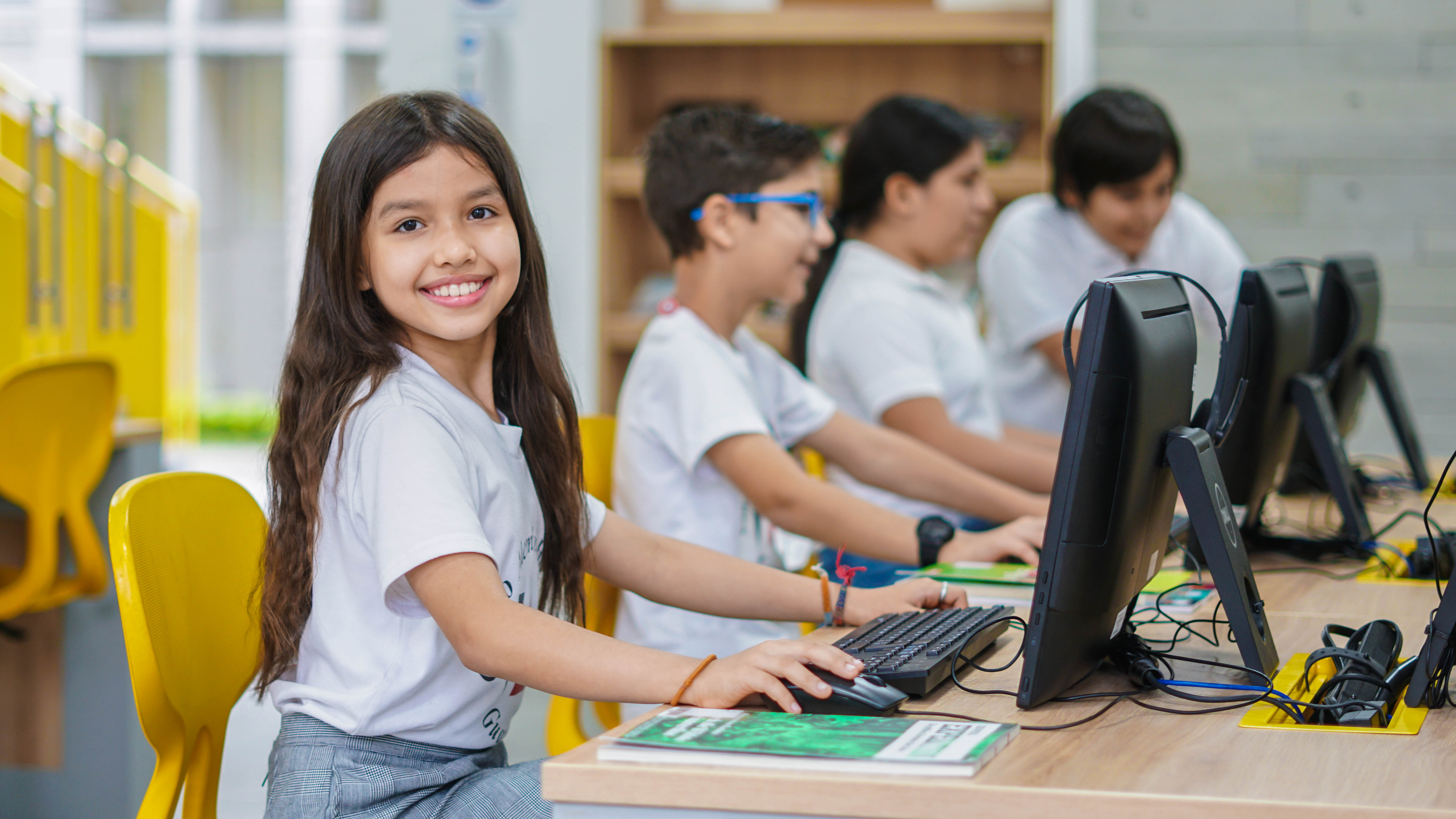
Biblioteca
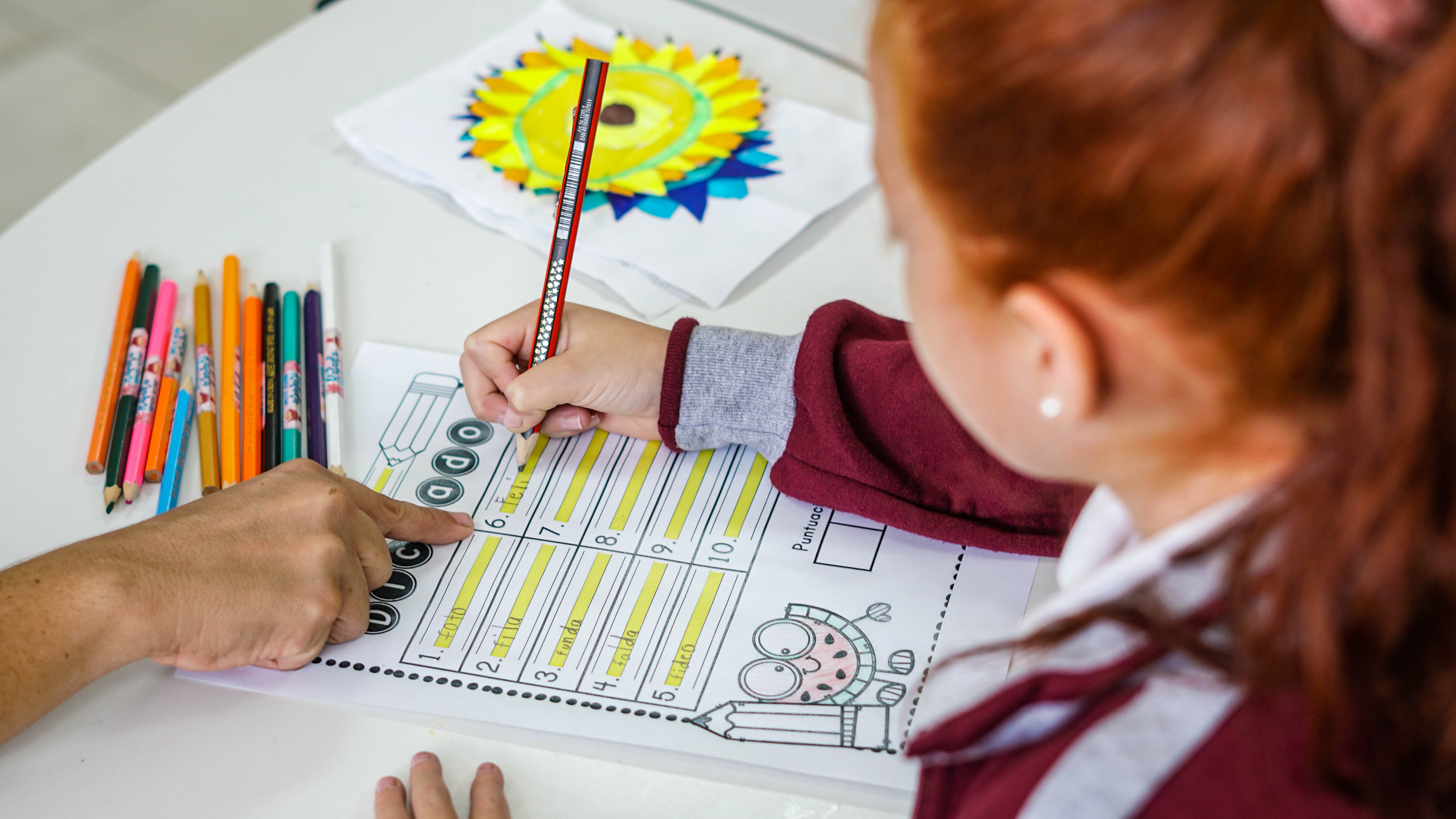
Salón EGB
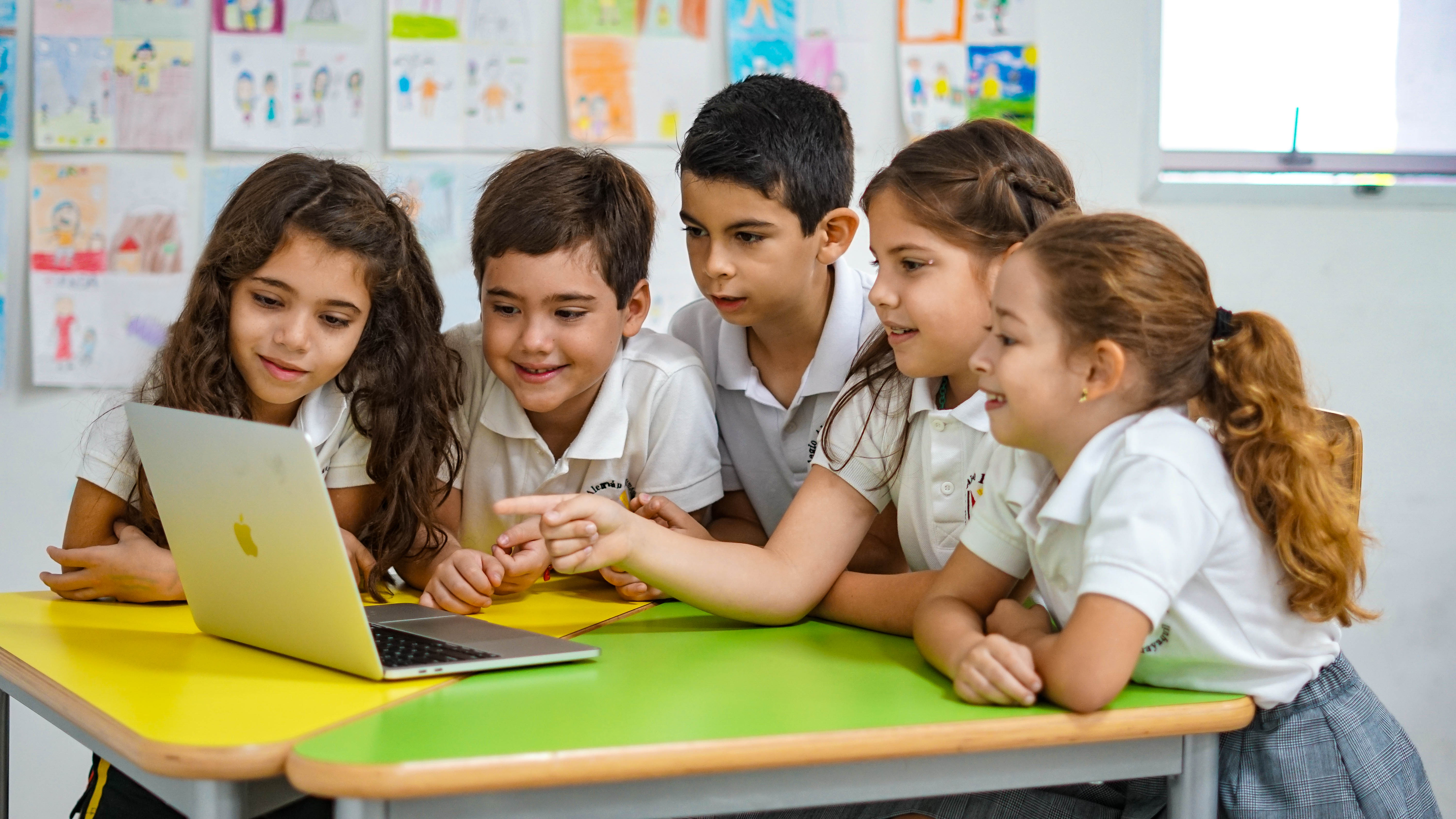
Salón de idiomas
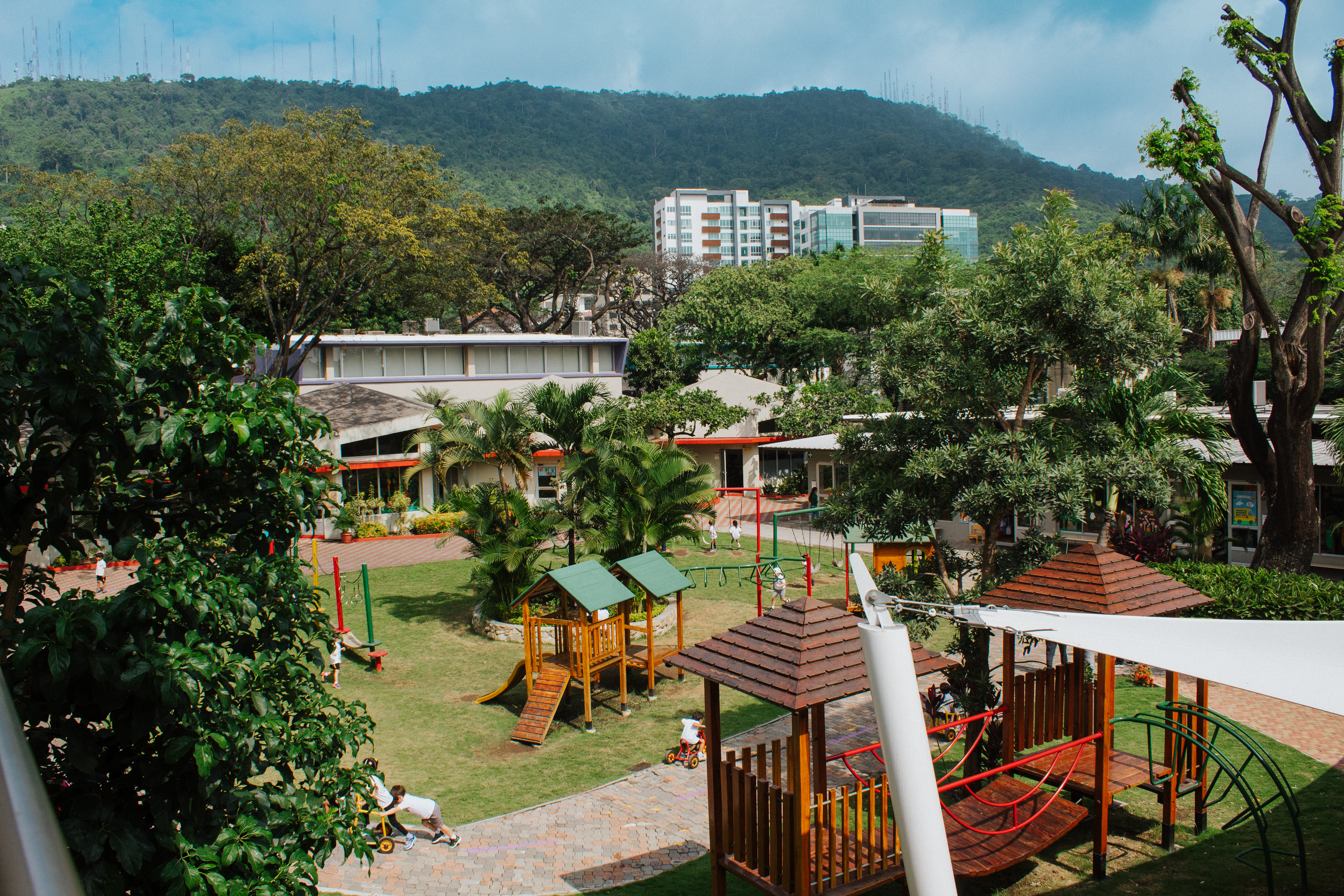
Kindergarten